# Hanna Stahle

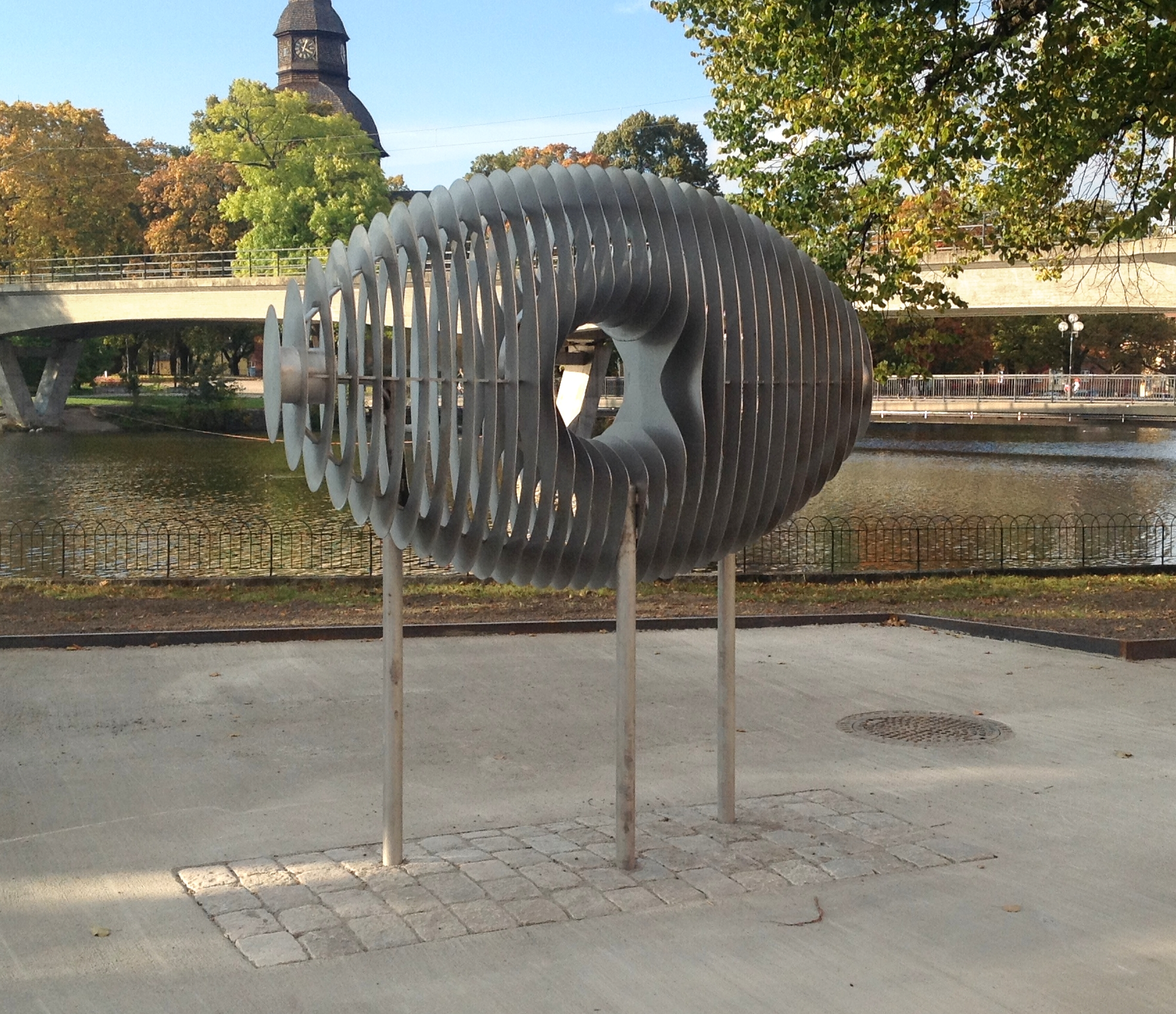
Öga för Eskilstuna i Eskilstuna

Hanna Birgitta Stahle, född 17 maj 1964 i Göteborg, är en svensk skulptör och videokonstnär.
Hanna Stahle utbildade sig på Nyckelviksskolan i Lidingö 1981–82, på Konstskolan Idun Lovén i Stockholm 1982–83 samt på skulpturlinjen på Konstfack i Stockholm 1983–1988.
Hon har varit konstkonsulent för Region Gotland 2001–2007 och har sedan 2011 varit konstkonsult för Statens konstråd. Hon är gift med keramikern och glaskonstnären Mårten Medbo och bosatt i Södermanland.

## Offentliga verk i urval
- Öga för Eskilstuna, 2013, Köpmangatan i Eskilstuna
- Skyttlar, cortenstål och LED-ljus, Storkällan i Ältaberg i Nacka
- Land i sikte, granit, 2011, två skulpturer i närheten av Rättspsykiatriska kliniken på Karolinska universitetssjukhuset (tillsammans med Mårten Medbo)
- Här, när, vad?, granit och brons, 2010, Ådalens förskola i Jämjö, Karlskrona.
- Upptåg, 2010, aluminium, glas och LED-ljus, Norrlands Universitetssjukhus i Umeå
- Silverraster , 2007, rostfritt stål, på mur på Anstalten Salberga i Sala (tillsammans med Mårten Medbo)
- Så ett frö, 2007, betong och emaljerat och målat rostfritt stål, Solklintskolan i Slite (tillsammans med Mårten Medbo)
- Glömskans bänk, röd granit och brons, 2004, vid Sankta Katarina kyrkoruin på Stora torget i Visby